# 메리 아든

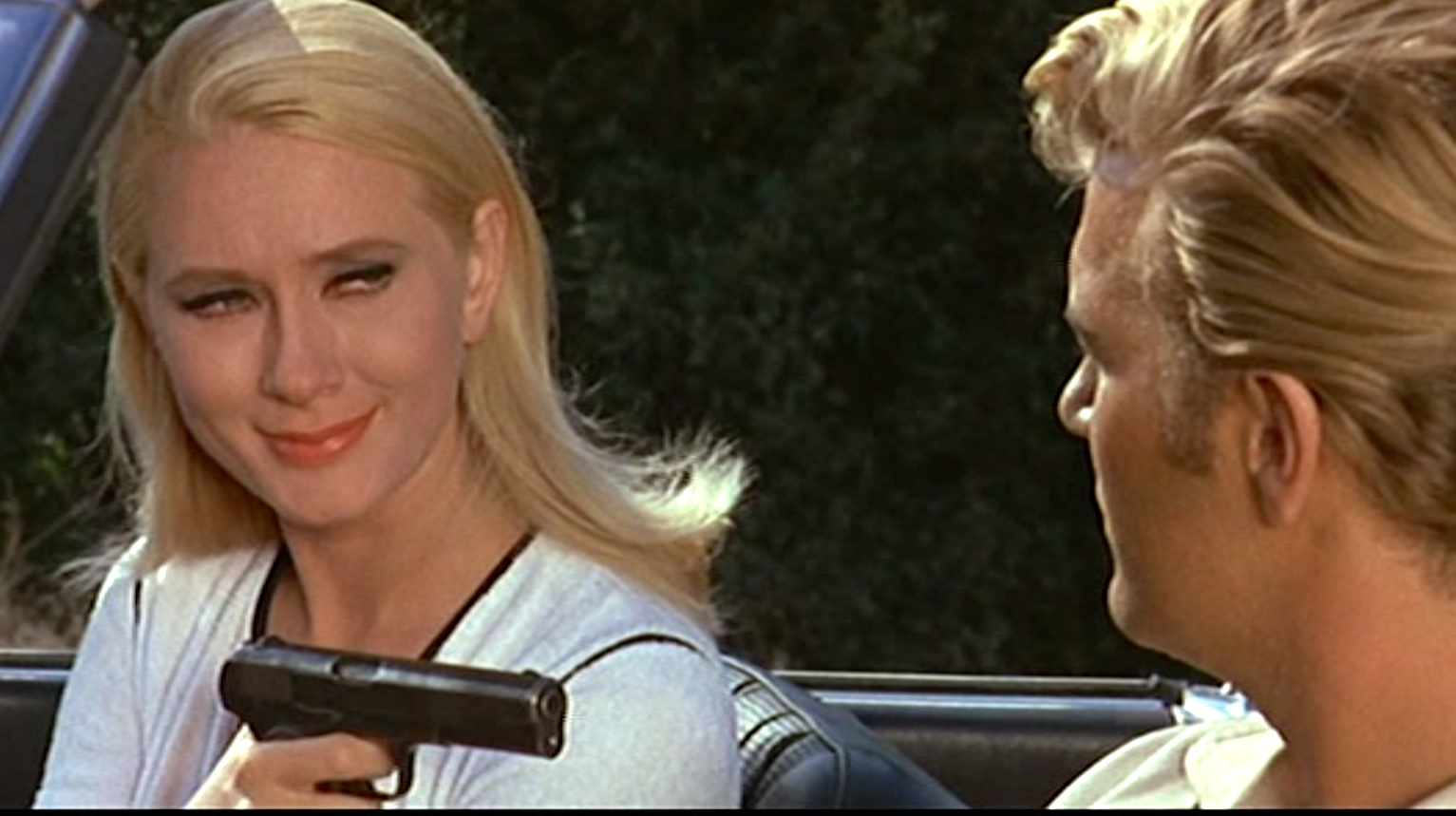

메리 아든(Mary Arden, 1933년 7월 30일 ~ 2014년 12월 13일)은 미국의 배우, 모델, 영화배우이다.
세인트루이스에서 태어났으며 뉴욕에서 사망하였다.

## 영화
- 여왕폐하 대작전 (1967년)
- 피와 검은 레이스 (1964년)
- 더 베스트 이어스 오브 아워 리브스 (1946년) - 미스 바부어 역
- 희극의 왕 (1936년)